# بلیت‌ها
بلیت‌ها یک فیلم ۳ اپیزودی به کارگردانی ارمانو اولمی، عباس کیارستمی و کن لوچ است.